# Peter-André Alt
Peter-André Alt (n. 16 iunie 1960, Berlin, RDG) este un cercetător și istoric literar german și președinte al Universității Libere din Berlin, una dintre universitățile germane de elită.

## Biografie
Alt a studiat din 1979 până în 1984 literatura germană, științele politice, istoria și filozofia la Universitatea Liberă din Berlin, unde, în 1984, a obținut doctoratul și în 1993 a devenit doctor habilitat. Începând din 1987 până în 1992 a fost asistent științific la catedra lui Hans-Jürgen Schings de la Universitatea Liberă din Berlin, în perioada 1992-1993 a obținut o bursă postdoctorală a Fundației Germane pentru Cercetare (DFG), iar în anii 1994-1995 a fost bursier Heisenberg al DFG. În 1995 a fost numit profesor titular de literatură germană modernă la Universitatea Ruhr din Bochum, iar în anul 2002 s-a transferat la Universitatea din Würzburg. Începând din 2005 este profesor de germanistică modernă la Universitatea Liberă din Berlin, ca succesor al profesorului Schings.
Alt a fost în perioada 2008-2010 director al Dahlem Research School (Center for Graduate Studies) de la Universitatea Liberă din Berlin, conducând, în plus, în perioada 2007-2010 Friedrich Schlegel Graduate School of Literary Studies (Exzellenzförderung des Bundes und der Länder). El este membru în consiliile consultative ale unor instituții diverse (Arhiva de literatură germană Marbach, Institutul Ludwig Boltzmann de istorie și teorie biografică) și referent în cadrul Serviciului German pentru Schimburi Academice DAAD. A fost invitat ca lector la Trieste (Italia), a desfășurat stagii de cercetare la Universitatea din Cambridge, în Statele Unite ale Americii (Universitatea Princeton), Italia (Roma, La Villa, Como) și Republica Cehă (Praga). Din iulie 2008 Alt a fost membru al consiliului executiv al Deutsche Schillergesellschaft, iar din iulie 2012 a fost, de asemenea, președinte al Deutschen Schillergesellschaft. , La 12 mai 2010 Alt a fost ales președinte al Universității Libere din Berlin de către Senatul Academic, iar din 3 iunie 2010 îndeplinește această funcție. Pe 30 aprilie 2014, Peter-André Alt a fost reales în calitate de președinte al Universității Libere din Berlin.
Alt este căsătorit cu publicista Sabine Alt și locuiește cu ea și cu cei doi fii ai lor în Berlin.

## Activitatea
Alt a publicat, începând din 1985, 18 monografii, peste 100 de articole, 25 de recenzii, mai multe ediții critice, șase volume de eseuri despre literatură germană și europeană din secolele XVII-XVIII și din secolul al XX-lea. Domeniile sale de studiu istorico-literar sunt începuturile perioadei moderne, clasicismul de la Weimar și literatura modernismului clasic.
În centrul activității sale cercetare se află istoricitatea și normativitatea sistemelor estetice, istoria tragediei, relația dintre cunoaștere și literatură în perioada modernă timpurie (vis, imaginație, ermetism, paradox) și reflectarea teologiei politice în textele din secolul al XVII-lea. Un alt domeniu important de activitate este elaborarea și cercetarea biografiilor literare, mai ales metodologia lor specifică, cât și chestiunile de paternitate literară.

## Premii
În 2005 Alt a primit Premiul Schiller al orașului Marbach pe Neckar pentru scrierea biografiei în două volume a lui Schiller (2000). În 2008 a fost distins cu premiul Opus Magnum al Fundațiilor Volkswagen și Thyssen pentru cartea Ästhetik des Bösen.

## Lucrări (selecție)
- Ironie und Krise: ironisches Erzählen als Form ästhetischer Wahrnehmung in Thomas Manns „Der Zauberberg“ und Robert Musils „Der Mann ohne Eigenschaften“ (= Europäische Hochschulschriften, Reihe 1, Deutsche Sprache und Literatur, Band 722). Lang, Frankfurt am Main / Bern / New York, NY 1985, ISBN 3-8204-5257-5 (Dissertation FU Berlin 1984, 471 Seiten).
- Begriffsbilder. Studien zur literarischen Allegorie zwischen Opitz und Schiller (= Studien zur Deutschen Literatur, Band 131). Niemeyer, Tübingen 1995, ISBN 3-484-18131-1 (Habilitation FU Berlin 1993, 682 Seiten).
- Aufklärung (= Lehrbuch Germanistik). Metzler, Stuttgart 1996, 3. Auflage 2007, ISBN 978-3-476-02236-3.
- Franz Kafka. Der ewige Sohn. Eine Biographie. Beck, München 2005, 2. Auflage 2008, ISBN 978-3-406-57535-8.
- Ironie und Krise. Ironisches Erzählen als Form ironischer Wahrnehmung in Thomas Manns „Der Zauberberg“ und Robert Musils „Der Mann ohne Eigenschaften“. 2. veränderte Auflage, Lang, Frankfurt am Main 1989, ISBN 3-631-41625-3.
- Kafka und der Film. Über kinematographisches Erzählen. Beck, München 2009, ISBN 978-3-406-58748-1.
- Klassische Endspiele. Das Theater Goethes und Schillers. Beck, München 2008, ISBN 978-3-406-56929-6.
- Schiller. Leben, Werk, Zeit. (2 Bücher) 3. Auflage, Beck, München 2009 (zuerst 2000),

1. 1759-1791. ISBN 978-3-406-58681-1.
2. 1791-1805. ISBN 978-3-406-58682-8.

- Der Schlaf der Vernunft. Literatur und Traum in der Kulturgeschichte der Neuzeit. Beck, München 2002, ISBN 3-406-49337-8.
- Der Tod der Königin. Frauenopfer und politische Souveränität im Trauerspiel des 17. Jahrhunderts. De Gruyter, Berlin 2004, ISBN 3-11-018117-7 (Quellen und Forschungen zur Literatur- und Kulturgeschichte; Band 30).
- Tragödie der Aufklärung. Eine Einführung. Francke, Tübingen 1994, ISBN 3-8252-1781-7 (UTB; 1781).
- Die Verheißungen der Philologie. Wallstein, Göttingen 2007, ISBN 978-3-8353-0175-7 (Göttinger Sudelbuchblätter).
- Von der Schönheit zerbrechender Ordnungen. Körper, Politik und Geschlecht in der Literatur des 17. Jahrhunderts. Wallstein, Göttingen 2007, ISBN 978-3-8353-0194-8.
- Ästhetik des Bösen. Beck, München 2010, ISBN 978-3-406-60503-1.
- Imaginäres Geheimwissen. Untersuchungen zum Hermetismus in literarischen Texten der Frühen Neuzeit, V & R, unipress, Göttingen 2012, ISBN 978-3-89971-675-7.
- Sigmund Freud. Der Arzt der Moderne. Eine Biographie. Beck, München 2016, ISBN 978-3-406-69688-6 (über das Buch).

### Articole de presă
- Felicitas von Aretin: Warum Kafka nicht pfeifend die Treppe hochkommt. Peter-André Alt forscht über Franz Kafka. In: Der Tagesspiegel, 15. Oktober 2005.
- Soeren R. Fauth: Peter-André Alt. In: Standart, 23 (Juni 2009), S. 60–61
- Wolfgang Schneider: Der Systematiker. Peter-André Alt. In: Börsenblatt des deutschen Buchhandels, 8. September 2005.
- Antoine Verbij: Meer moral in de politiek! Portrait Peter-André Alt. In: De Groene Amsterdamer, 25. September 2009
- Anja Kühne: Ich habe ein I-Phone. Peter-André Alt, FU-Präsidentschaftsaspirant'. In: Der Tagesspiegel, 22. Februar 2010
- Anja Kühne: Im Geist der Freien Universität. In: Der Tagesspiegel, 6. Mai 2010
- Birgit Haas, Uta Keseling: Berliner Spaziergang – Herr der Rostlaube, Förderer der Eliten. In: Berliner Morgenpost, 5. September 2010
- Heik Afheldt: HEIK AFHELDT trifft... Peter-André Alt, FU-Präsident. In: Der Tagesspiegel, 2. Februar 2011